# コナズ珈琲
コナズ珈琲（コナズこーひー）は、トリドールホールディングスが展開しているカフェ。

## 概要
「いちばん近いハワイ」をコンセプトに掲げる。
粟⽥貴也がハワイを訪れて「この空間を日本でも再現したい」と考えたのが始まり。
2023年4月1日、「コナズ珈琲」を株式会社KONA’Sへ分社化した。

## 沿革
2013年12月、埼玉県ふじみ野市に1号店を開店した。
2025年7月10日、50店舗目となる鎌ヶ谷店を開店した。

## メニュー
- コナズKONA農園パンケーキ
- コナズバーガー
- Kona’sオレ